# ポール・コワート
ポール・コワート（Paul Kowert, 1986年6月18日 - ）はコンテンポラリー・ダブルベース奏者。彼のスタイルにはクラシック、ブルーグラス、プログレッシブ・ブルーグラスが含まれる。

## 略歴
コワートはウィスコンシン州ミドルトンで育った。 彼は9歳の頃に、バイオリンからベースへと移行。 カーティス音楽学校で、エドガー・メイヤーに師事し、ベースを学ぶ。
現在、グレッグ・ギャリソンの後を継ぎ、ブルーグラスバンド「パンチブラザーズ」のベースを務める。

## ディスコグラフィー
With パンチブラザーズ
- Antifogmatic (2010)
- Who's Feeling Young Now? (2012)
- Ahoy! (2012)
- The Phosphorescent Blues (2015)

With Mike Marshall's Big Trio
- Mike Marshall's Big Trio (2009)

With Haas Kowert Tice
- You Got This (2014)

## References
1. ↑  http://www.aspentimes.com/article/20110206/ASPENWEEKLY/110209909